# Media Nusantara Citra
Media Nousantare Tchitra (communément appelée MNC Media ou MNC ) est une société de médias indonésienne fondée en 1997. Elle appartient à Global Mediacom, qui appartient à son tour au conglomérat MNC Corporation. La société exerce ses activités en tant que société de médias intégrée en Indonésie.
Les principales activités de MNC sont la production de contenus télévisuels et l'exploitation de 3 des 10 chaînes de télévision nationales en accès libre d'Indonésie : RCTI, GTV, MNCTV et iNews. MNC possède aussi 18 chaînes de télévision à péage. Le groupe possède aussi des activités dans la radio, les médias imprimés, la gestion des talents et une maison de production.

## Histoire

Logo 1.

MNC Media a été créée le 17 juin 1997 et est inscrite à la bourse indonésienne (IDX) depuis le 22 juin 2007 sous le symbole MNCN.
MNC détient la plus grande part du marché de la libre diffusion. Le groupe dispose également de trois réseaux de télévision payante, Indovision, Okevision et Top TV. La société propose également des activités journalistique avec Sindo Media, notamment iNews, le journal Koran Sindo et le portail sindonews.com. Il existe également une autre passerelle Internet appelée okezone.com.
Le 22 août 2011, MD Entertainment, l'un des principaux studios de productions télévisuels indonésien, achète 25% de MNCTV permettant de diffuser des soap operas produit par MD sur la chaîne
Le 17 octobre 2011, la société d'investissement américaine Saban Capital Group, basée à Los Angeles, a acquis une participation de 7,5% dans MNC. En juillet 2012, Saban Capital Group a acquis une participation minoritaire dans MNC Skyvision, le plus grand opérateur de télévision à péage en Indonésie, qui détient les sociétés Indovision et Top TV, filiale de MNC.
En juin 2016, Media Nusantara Citra (MNCN) a reçu un investissement de 28 millions d'USD par Creador, une société de capital-investissement basée en Asie du Sud et du Sud afin de développer le service Skyvision. Saban ajoute 13 millions d'USD à cette somme.
Le 25 juin 2019, la société Media Nusantara Citra contredit son président et fondateur Hary Tanoesoedibjo sur sa déclaration que Disney chercherait à investir 200 millions d'USD dans le groupe de média indonésien sur 10 ans,. À la suite de cette annonce évoquant lors d'un congrès en Corée du Sud la négociation d'un contrat de diffusion de contenu avec la Walt Disney Company, l'achat de contenu MNC par la filiale indienne de Disney Hotstar voir une prise de participation de Disney à hauteur de 20 % dans MNC, l'action de MNC a grimpé de 21 % en un mois.

## Organisation
- Rajawali Citra Televisi Indonesia (RCTI)
- Global Informasi Bermutu (GTV)
- Media Nusantara Citra Televisi (MNCTV)
- Réseau MNC Televisi (iNews) 
  - Deli Media Televisi (DTV)
  - Global Telekomunikasi Terpadu (GTT)
  - Tivi Bursa Indonesia (TB)
  - Media Semesta Sumatera
  - Media Semesta Bangka
  - Media Semesta Lampung
  - Media Semesta Jakarta
  - Media Semesta Jabar
  - Media Semesta Matahari
  - Media Semesta Bali
  - Media Semesta Nusa
  - Media Semesta Kalimantan
  - Media Semesta Sulawesi
  - Media Semesta Makassar
  - Media Semesta Permata
- Réseaux MNC (MNCN) 
  - Radio Trijaya Shakti (RTS)
  - Radio Prapanca Buana Suara (RPBS)
  - Radio Mancasuara (RM)
  - Radio Swara Caraka Ria (RSCR)
  - Radio Efkindo (RE)
  - Radio Tjakra Awigra (RCA)
  - Radio Suara Monalisa (RSM)
  - Mediawisata Sariasih (MS)
  - Radio Arief Rahman Hakim (RARH)
  - Radio Sabda Sosok Sohor (RSSS)
- Media Nusantara Informasi (MNI) 
  - Media Nusantara Dinamis (MND)
  - Menado Nusantara Informasi (MENI)
- MNI Global (MNIG)
- Éditions MNI (MNIP) 
  - MNI Entertainment (MNIE)
- MNC Studio International (MSI) 
  - Médiate Indonésie (MI)
  - MNC Pictures (MNCP)
  - Star Media Nusantara (SMN)
  - MNC Infotainment Indonesia
  - MNC Film Indonesia
- MNC International Moyen-Orient Limitée (MIMEL) 
  - MNC International Limited (MIL)
  - MNC Pictures FZ LLC (MP)
  - MNC Okezone Networks
  - MNC Innoform Pte. Ltd (Innoform)
  - MNC Innoform (Singapour) Pte. Ltd (Alliance)
- Innoform Indonesia (MINNO)
- MNC Lisensi Internasional (MLI)
- MNC Media Investasi (MMI)
- MNC Media Utama (MMU)
- Koran Sindo (en) (Harian Seputar Indonesia), journal quotidien